# Shelfordites nanus
Shelfordites nanus är en insektsart som beskrevs av Boris Petrovich Uvarov 1925. Shelfordites nanus ingår i släktet Shelfordites och familjen Lentulidae. Inga underarter finns listade i Catalogue of Life.